# Half volley
Um Half volley no ténis é um golpe que é executado imediatamente após a bola pular, mas antes de atingir o ápice de seu salto.

## Técnica
O jogador que tentar executar o half volley não deve dar um backswing completo. O melhor grip para este golpe é o continental. Além disso, manter-se equilibrado quando for executar este golpe é muito importante. Como o movimento lembra o de um voleio, recebe tal nome: Half volley. As partes da quadra de tênis onde esse golpe é geralmente utilizado são na linha de base e na linha de serviço.

## Estratégia
Um half volley é um golpe difícil de se executar. Muitas vezes, um jogador só necessita o utilizar quando forçado pelo adversário ou pego fora de posição.
O half volley ganhou destaque nas mãos de George Caridia e Ernest Lewis no início dos anos 1900. Indiscutivelmente, um dos melhores executores desta pancada é John McEnroe; outros profissionais, como Stefan Edberg, Pete Sampras e Roger Federer, são conhecidos por executarem o half volley com extrema precisão.